# Филсон, Джон
Джон Филсон (англ. John Filson; 1753, США — 1788, США) — американский историк и топограф, один из основателей Цинциннати.

## Биография
Джон Филсон родился в 1753 году в округе Честер (Пенсильвания) в семье Дэвисона Филсона и Элеанор Кларк Филсон. Работал школьным учителем и топографом в Пенсильвании. В 1783 году приехал в Кентукки. Он жил в Лексингтоне, работал учителем, топографом и много путешествовал по штату.
В 1784 году он выпустил книгу «История, заселение и нынешнее состояние штата Кентукки» (The Discovery, Settlement and Present State of Kentucke). В качестве приложения в книге были опубликованы «Приключения полковника Дэниэла Буна». Несмотря на то, что повествование в них ведётся от первого лица, от лица самого Буна, их автором был Филсон. Биограф Буна пишет о том, как создавалась эта книга:
…Джон Филсон, долго беседуя с Буном, получил о нём много информации. Он писал от первого лица, как будто это было сочинение самого Буна. Если сравнить высокопарный, псевдо-джонсоновский стиль Филсона с прямолинейным, простым, энергичным языком малограмотных, но едких писем и официальных отчётов Дэниэла, то благонамеренный обман немедленно обнаруживается.

Тем не менее, Бун не имел ничего против того, чтобы за него писал литературный негр. Он был очарован. Как и другие герои-первопроходцы, он чувствовал наивную радость от того, что про него написали книгу, тем более таким сложным языком.

<…>

Книга Филсона широко прославила Буна в Америке и за границей.
Вместе с книгой была опубликована и карта Кентукки. Книга скоро была переведена на французский (1785) и немецкий (1790) языки и переиздана в Лондоне (1793).
В 1788 году Филсон стал одним из основателей Лосантивилля, ныне Цинциннати. В том же году он совершил экспедицию на реку Майами-Ривер. В ходе стычки с индейцами он пропал, его тело так и не нашли. Филсон оставил после себя несколько рукописей о своих путешествиях по Индиане и Кентукки.
В честь Филсона названо Историческое общество Филсона в Луисвилле.